# كلينتون واتسون
كلينتون واتسون (بالإنجليزية: Clinton Watson)‏ هو سياسي أمريكي، ولد في 3 يوليو 1888 في تروي في الولايات المتحدة. حزبياً، نشط في الحزب الديمقراطي. وقد انتخب عضو مجلس ولاية ميزوري.